# IC 2721
IC 2721 — галактика типу NF (в процесі підтвердження) у сузір'ї Лев.
Цей об'єкт міститься в оригінальній редакції індексного каталогу.